# Синяговский, Пётр Ефимович
Пётр Ефи́мович Синяго́вский (1906 — 1996) — шахтёр, начальник участка шахты им. И. В. Сталина треста «Кадиевуголь» Ворошиловградской области.

## Биография
Родился в 1906 году в семье крестьянина. Украинец.
Образование среднее. Окончил Кадиевский горный техникум.
С 1925 года работал на шахтах Донбасса.
В 1941—1945 годах в Красной Армии, участник Великой Отечественной войны.
Работал бригадиром забойщиков шахты «Центральная - Ирмино». С 1949 года — начальник участка шахты им. И. В. Сталина треста «Кадиевуголь» в г. Ирмино Ворошиловградской области.
Член партии с 1939 года. Делегат съездов КПСС. Кандидат в члены ЦК в 1956—1961 годах.
Депутат Верховного Совета СССР 3, 4, 5 созывов.

## Награды и Звания
- Герой Социалистического Труда.
- Награждён двумя орденами «Ленина», орденами Красной Звезды, Отечественной войны I степени, Трудового Красного Знамени.
- Заслуженный шахтер Украины.[4]
- Почётный гражданин города Стаханова.[5]